# Елена Звездная
Елена Звездная (на руски: Елена Звёздная) е псевдоним на руска писателка на произведения в жанра фентъзи, научна фантастика и паранормален любовен роман.

## Биография и творчество
Елена Звездная е родена на 22 ноември 1981 г. в Русия. Има две висши образования – по специалностите „история“ и „психология“. След дипломирането си работи като журналист. Заедно с работата си започва да пише. В ранното си творчество ползва псевдонима „Туманная ведьма“. В англоезичните страни, книгите ѝ се издават под псевдонима Ellen Stellar.
Първият ѝ роман „Танцующая в ночи“ от поредицата „Тримиански легенди“ е издаден през 2009 г. на уебсайта „Самиздат“. Същата година започва да пише поредицата „Приключенията на наемницата Хелл“.
Пише в различни жанрове и стилове – от хумористична фантастика до антиутопия. Книгите на авторката имат ясно изразена целева аудитория – жените, а критиците оценяват нейния стил като „жив и ироничен“.
През март 2017 г. получава титлата „Фантаст на годината“. Многократно е удостоявана и с наградите на различни литературни сайтове, конкурси и е отличавана като рекордьор в продажбите.
Елена Звездная живее със семейството си в Приднестровието.

## Произведения

### Самостоятелни романи
- Всего один поцелуй (2011)
- Академия Ранмарн (2011)
- Сосватать героя, или Невеста для злодея (2012)
- Экстремальное интервью (2013)
- Стерва. Подвид: королевская (2012)
- Приворотный практикум (2014)
- Замок оборотня (2015)
Замъкът на върколака, изд. „Библио.бг“ (2019)
- Настоящая Чёрная ведьма (2016)
- Телохранитель для демона (2016)
- Любовница снежного лорда (2017)
Любовницата на снежния лорд, изд. „Елена Звездная“ (2019)
- Шепот в темноте (2017)
- Махинация (2019)

### Серия „Тримиански легенди“ (Легенды Тримиана)
към тази серия може да бъде отнесена и историята за Катриона, но обикновено нея я обособяват отделно.
1. Танцующая в ночи (2009)
2. Больше, чем ненависть не окончено ()
3. Невеста для наследника ()

### Серия „Приключенията на наемницата Хелл“ (Приключения наемницы Хелл)
1. Приключения наемницы (2011)
2. Обучение наемницы (2012)
3. Обещанная всем любофф (написана е по желание на читателите)

### Серия „Катриона“ (Катриона)
1. Принцесса особого назначения (2012)
Катриона – Принцеса за специални операции, изд. „Библио.бг“ (2019)
2. Ловушка для принцессы (2012)
Катриона – Капан за принцесата, изд. „Библио.бг“ (2019)
3. Игрушка императора (2013)
Катриона – Играчката на императора, изд. „Библио.бг“ (2019)
4. Восход Чёрной звезды (2018)
Катриона – Изгревът на Черната звезда, изд „Библио.бг“ (2020)
5. Сияние Чёрной звезды (2019)
Катриона – Сиянието на Черната звезда, изд „Библио.бг“ (2020)
6. Свет Черной звезды (2019)

### Серия „Любовница его величества“
1. Любовница его величества (2012)
2. Право на счастье (2012)

### Серия „Приключенията на вещицата“ (Приключения ведьмочки)
1. Мой личный враг (2013)

### Серия „Правото на силния“ (Право сильнейшего)
1. Дочь воина, или Кадеты не сдаются (2013)
2. Невеста воина, или Месть по расписанию (2013)
3. Жена воина, или Любовь на выживание (2016)

### Серия „Терра“
1. Все ведьмы рыжие (2014)
2. Будь моей ведьмой (2014)

### Серия „Академия на проклятията“ (Академия проклятий)
1. Урок первый: Не проклинай своего директора (2014)
Не проклинай своя директор – Урок първи, изд. „Елена Звездная“ (2018)
2. Урок второй: Не ввязывайся в сомнительные расследования (2014)
Не се забърквай в съмнителни разследвания – Урок втори, изд. „Елена Звездная“ (2018)
3. Урок третий: Тайны бывают смертельными (2015)
Тайните понякога са смъртоносни – Урок трети, изд. „Елена Звездная“ (2018)
4. Урок четвёртый: Как развести нечисть на деньги (2015)
Как да преметнеш нечисти с пари – Урок четвърти, изд. „Елена Звездная“ (2018)
5. Урок пятый: Как не запутаться в древних клятвах (2015)
Как да не объркаш древните клетви – Урок пети, изд. „Елена Звездная“ (2018)
6. Урок шестой: Как обыграть принца Хаоса (2015)
Как да надхитриш принца на Хаоса – Урок шести, изд. „Елена Звездная“ (2018)
7. Урок седьмой: Опасность кровного наследия (2015)
Заплахите от кръвното наследство – Урок седми, изд. „Елена Звездная“ (2018)
8. Урок восьмой: Как выйти замуж за тёмного лорда (2015)
Как да се омъжиш за тъмен лорд – Урок осми, изд. „Елена Звездная“ (2018)

### Серия „Мъртви игри“ (Мертвые игры)
1. О мстительных некромантах и запрещенных артефактах (2014)
2. О магах-отступниках и таинственных ритуалах (2014)
3. О темных лордах и магии крови (2015)
4. О смертельных схватках и их победителях (2016)
5. Игры со смертью (2017)
6. Дыхание смерти (2018)
7. Бой со смертью (2019)

### Серия „Темная империя“ (Тъмната империя)
1. Книга първа (2015)
2. Книга втора (2015)
3. Книга трета (2015)

### Серия „Тайната на проклетия херцог“ (Тайна проклятого герцога)
1. Леди Ариэлла Уоторби (2015)
2. Герцогиня оттон Грэйд (2016)

### Серия „Долината на драконите“ (Долина драконов)
1. Магическая Практика (2018)
Магическа практика, изд. „Елена Звездная“ (2018)
2. Магическая Экспедиция (2018)
Магическа експедиция, изд. „Елена Звездная“ (2019)
3. Магическая сделка (2018)
Магическа сделка, изд. „Елена Звездная“ (2019)

### Серия „Город драконов“ (Градът на драконите)
1. Книга първа (2019)
2. Книга втора (2019)
3. Книга трета (2020)

### Серия „Гаера“ – S-клас и не само
- Афера (2018)
Афера – фен-превод
- Авантюра (2018)
- Махинация (2019)
- Я твой монстр (2020)
- Я твой монстр, книга вторая (2020)

### Серия „Князь тьмы и я“ (Князът на тъмнината и аз)
1. Книга первая (2019)
2. Книга вторая (2020)

### Серия „Лесная ведунья“ (Горска чародейка)
1. Книга первая (2020)
2. Книга вторая (2020)